# Каддафи, Ганнибал
Ганнибал Муаммар Каддафи (араб. هانيبال معمر القذافي‎; родился 20 сентября 1975 года в Триполи, Ливия). Пятый сын Муаммара Каддафи и его второй жены, Сафии Фаркаш.

## Биография
Ганнибал начал обучаться морскому делу в ливийской Академии морского дела в 1993 году в качестве кадета. Закончил её в 1999 году в степени бакалавра по морской навигации.
После этого он начал плавание на разных кораблях, получил звание офицера и в 2003 году был направлен в Александрию, обучаться в Арабскую Академию морских наук, технологий и дела.
Каддафи был назначен консультантом в Генеральную национальную морскую транспортную компанию (GNMTC) Ливии. Он был назначен на эту должность в 2007 году, после того, как получил степень мастера делового администрирования в области морских перевозок и логистики, окончив Копенгагенскую школу бизнеса.
Ганнибал с августа 2011 по октябрь 2012 года проживал в Алжире, после чего получил убежище в Омане и переехал туда..

### «Приключения»
Ганнибал известен буйным нравом. В 2008 году в Швейцарии он и его супруга были арестованы по подозрению в избиении двух сотрудников женевского отеля. Обвинения впоследствии сняли, но ливийско-швейцарские отношения испортились. В 2009 году двое швейцарцев, Макс Гоелди и Рашид Хамдани, были задержаны в Ливии; швейцарские власти утверждают, что это сделали в отместку за арест Ганнибала.
В 2008 году Ганнибал судился с датской газетой Ekstra Bladet. Газета обнародовала материал, что в 2005 году, когда Каддафи учился в Копенгагене, он был инициатором похищения и избиения в доме ливийского консула одного из ливийцев-эмигрантов. Ганнибал не явился на суд, и суд постановил, что газета выиграла его.
В 2009 году, из отеля Claridge в Лондоне, полиция получила звонок от женщины. Когда полицейские прибыли на место, то трое телохранителей мешали им войти в номер, но их арестовали. Жена Ганнибала была найдена в комнате с сильным кровотечением и её доставили в местную больницу.

### Война 2011 года
29 августа, после захвата повстанцами Триполи, Ганнибал, его жена, мать, сестра и брат, а также члены их семей бежали в Алжир.
Швейга Мулла, эфиопская няня, которая нянчила детей Ганнибала и Алины, была найдена повстанцами в одной из комнат виллы Ганнибала. Она утверждала, что Алина взяла её в ванную комнату, связала её, начала вливать кипящую воду ей на голову — Алина вышла из себя, когда её дочь не перестала плакать, а няня отказалась бить ребёнка. Затем эфиопке было отказано во сне, пище и воде в течение трех дней. Ещё один работник виллы, который не захотел назвать своё имя, подтвердил рассказы няни и заявил, что его регулярно избивали и тыкали ножами.

### Дальнейшая судьба
12 декабря 2015 года Ганнибала Каддафи похитили деятели шиитской группировки в Ливане. Однако позднее его выпустили и он записал видеообращение, в котором рассказал, что чувствует себя хорошо. Также Каддафи попросил всех, кому что-либо известно о шиитском религиозном деятеле Мусе аль-Садре, обнародовать имеющуюся информацию.
14 декабря Ганнибал был задержан ливанской службой внутренней безопасности. Прокуратура обвинила его в сокрытии информации об исчезновении в Ливии шиитского духовного и политического лидера имама Мусы аль-Садра.
15 декабря ливанский суд выдал ордер на арест сына покойного ливийского лидера Муаммара Каддафи Ганнибала. По информации суда, Каддафи обвиняется в сокрытии информации об исчезновении влиятельного шиитского религиозного деятеля 37 лет назад. По данным СМИ, ордер на его арест выдан ливанским судом после проведенного допроса. 
В августе 2016 года семья аль-Садра подала иск против Каддафи о похищении имама. В настоящее время продолжает находиться в ливанской тюрьме.